# Imperiex
Imperiex (/ɪmˈpɪəriɛks/) es un supervillano que aparece en los cómics publicados por DC Comics. Inicialmente fue presentado como un adversario del superhéroe Superman antes de convertirse en el principal antagonista del cruce "Our Worlds At War" de DC Comics.

## Historial de publicaciones
El personaje apareció por primera vez en Superman (vol. 2) #153 (febrero de 2000), y fue creado por Jeph Loeb y Ed McGuinness. El personaje está fuertemente inspirado en Galactus de Marvel Comics.

## Biografía ficticia
La encarnación de la entropía, Imperiex toma la forma de energía pura contenida dentro de una colosal armadura humanoide. Desde el principio de los tiempos, ha destruido repetidamente el universo para crear uno nuevo a partir de las cenizas del antiguo. Se le menciona por primera vez cuando Mongul II llega a la Tierra afirmando que Imperiex ha destruido su Warworld y se dirige a la Tierra. Mongul convence a Superman para ayudarlo a luchar contra Imperiex, y los dos aparentemente logran derrotarlo. Sin embargo, resulta que el "Imperiex" que encontraron no era más que una sonda de Imperiex Prime, el verdadero Imperiex, que es un ser mucho más grande y poderoso. Ha detectado imperfecciones en la estructura del universo y su último plan es destruirlo y crear uno nuevo y perfecto. Para hacerlo, Imperiex Prime se dirige a la Tierra, el planeta que mantiene unido al universo después de ser el centro de Crisis on Infinite Earths, para destruirlo y así inducir un nuevo Big Bang.
Antes de llegar a la Tierra, Imperiex destruye innumerables otros planetas, incluidos Kalanor, Karna y Daxam. Después de destruir Karna, Imperiex llega a Almerac, el hogar de Maxima, y no solo destruye Almerac sino que "ahueca" toda la galaxia, como una de las otras galaxias enteras que también están destinadas a la demolición. Después de esto, los supervivientes de los mundos muertos, junto con la Tierra, Apokolips y el nuevo Warworld de Brainiac 13, forman una coalición, con Darkseid como comandante, para luchar contra Imperiex Prime y sus sondas, que son creadas por la nave de Imperiex. Llegando finalmente a la Vía Láctea, Imperiex envía numerosas sondas, que se revelan como "Hollowers" de la colonia de máquinas. En la Tierra, estas máquinas destruyen Topeka, Kansas, otros siete lugares en los siete continentes de la Tierra y Atlantis, cuando comenzaron a excavar en la Tierra para prepararla para la demolición final de Imperiex.
El presidente Lex Luthor reúne a los superhéroes de la Tierra, el ejército de EE. UU. y otros países, como Pokolistan, para la próxima batalla, pero decide que Superman por sí solo no tiene suficiente poder para liderar el tipo de fuerza de ataque requerida. Por lo tanto, organiza que Doomsday sea liberado del cautiverio, el telépata 'antihéroe' Manchester Black 'reprogramando' temporalmente la mente de Doomsday para que su odio tradicional por Superman se transfiera brevemente a las sondas Imperiex. Superman y Doomsday luchan contra las sondas y logran destruir varias hasta que el propio Imperiex Prime finalmente se siente atraído por ellas. Doomsday es superado y vaporizado, solo queda su esqueleto, aunque Darkseid salva a Superman de un destino similar. Gracias a los sacrificios de Strange Visitor y General Rock, las fuerzas de la Tierra logran romper la armadura de Imperiex, con la intención de que Darkseid use  Boom tubes para transferir las energías de Imperiex de regreso a las galaxias que había destruido para evitar que desencadenaran un nuevo Big Bang. Brainiac-13 aparece en el campo de batalla con su Warworld, absorbiendo las energías de Imperiex en él y en él mismo y prometiendo usarlas para gobernar todo. Superman se sumerge en el sol para adquirir un impulso de poder suficiente para oponerse a Brainiac, pero cuando se descubre que Warworld no se puede destruir sin liberar Imperiex y desencadenar otro Big Bang, hace que Detective Marciano forme un vínculo telepático con otros combatientes para hacer un plan de última hora.
Con sus poderes debilitados tras el ataque de Brainiac, Darkseid usa a Tempest como un foco mágico para sus habilidades, fortalecido por la fe y la fuerza de las Amazonas, y enfoca su energía a través de la nueva armadura 'Entropy Aegis' de Steel (creada en Apokolips de una sonda Imperiex quemada, originalmente para que Superman la usara). Mientras tanto, Lex Luthor activa un arma de desplazamiento temporal en la Tierra. Luego, las energías del arma se combinan con la energía Apokolips de Darkseid para crear un tubo de auge temporal. Usando su nuevo impulso de poder, Superman es capaz de empujar literalmente a Warworld a través del tubo boom, enviando las conciencias de Imperiex Prime y Brainiac de regreso al Big Bang, destruyendo a ambos villanos a través de un esfuerzo combinado y negando cualquier efecto que hubieran tenido en el presente. En sus momentos finales, Imperiex Prime se da cuenta, en un giro irónico, de que la imperfección que había detectado en el universo era él mismo.
Al menos 8 millones de personas en la Tierra mueren durante la guerra. Se dice que el número total de muertos en el Universo DC es incontable. Varios héroes también mueren, incluidos Maxima, Aquaman, Guy Gardner, la Reina Hipólita, el general Sam Lane (el padre de Lois Lane) y Steel, todos presumiblemente muertos, pero luego regresan vivos por diferentes razones.

## Poderes y habilidades
Al ser la encarnación de la entropía, Imperiex ejerce el poder del propio Big Bang y puede proyectar poderosas explosiones de energía, así como crear agujeros negros capaces de absorber universos enteros. También posee fuerza sobrehumana, durabilidad y velocidad, y puede crear sondas más pequeñas que se le parezcan.

## En otros medios

### Televisión
Imperiex aparece en Legion of Super Heroes, con la voz de Phil Morris. Esta versión era originalmente un gladiador alienígena que fue modificado cibernéticamente hasta que no quedó nada de su yo original. Para el siglo 41, conquistó la mayor parte del universo y eliminó casi toda resistencia en su contra, con un clon de Superman llamado Kell-El entre las fuerzas que quedaron para oponerse a él. Después de que Kell-El viaja en el tiempo al siglo 31 para obtener ayuda de la Legión de Super-Héroes, Imperiex lo persigue y manipula a Brainiac 5 para que sucumba a la influencia del Brainiac original. Sin embargo, posteriormente es asesinado por Brainiac, quien no ve más uso para él.

### Película
La encarnación de Imperiex de la Legion of Super Heroes hace un cameo sin diálogos en Scooby-Doo! and Krypto, Too!.

### Videojuegos
Imperiex aparece como un personaje invocado en Scribblenauts Unmasked: A DC Comics Adventure.

### Varios
- Imperiex aparece en el número 19 del cómic de precuela Injustice 2. Algún tiempo después de la caída del Régimen, es derrotado y arrojado a la Zona Fantasma por Superman.[9]
- Una encarnación del universo alternativo de Imperiex aparece en el cómic vinculado a Liga de la Justicia: Dioses y monstruos como la forma monstruosa evolucionada de Doctor Psycho..[10]